# Plague Inc.
Plague Inc. (dobesedno »kuga d.o.o.«) je strateška videoigra razvijalca Jamesa Vaughana, ki je prvič izšla 26. maja 2012 za prenosna operacijska sistema iOS in Android. Igra je takoj po izidu postala uspešnica in se uvrstila na vrh prodajnih lestvic plačljivih iger za prenosne telefone, do konca naslednjega leta je bilo zabeleženih več kot 15 milijonov prenosov. Na račun uspeha je avtor, ki nastopa kot razvijalski studio Ndemic Creations, kasneje razvil razširjeno različico za osebne računalnike Plague Inc: Evolved, ki je trenutno dostopna v nedokončani obliki prek platforme za digitalno distribucijo Steam, v načrtu pa je tudi različica za konzolo Xbox One.

## Igranje
Igralec je postavljen v vlogo patogena, ki mora z okuževanjem ljudi prerasti v pandemijo in nazadnje iztrebiti vse človeštvo preden ljudem uspe razviti zdravilo. Ob uspešnem širjenju dobiva »točke DNK«, ki jih lahko porabi za razvoj izboljšanih načinov širjenja, odpornosti ali novih simptomov, med katerimi so tudi smrtni. Hkrati je igra zdravstvena simulacija, ki temelji na razmeroma realističnem epidemiološkem modelu; težavnost se spreminja z nastavljanjem parametrov tega modela, denimo kako pogosto si ljudje umivajo roke in kako čuječi so zdravniki. Igralno polje predstavlja zemljevid sveta z ozemlji, med katerimi se patogen širi po kopnem, z ladjami, ki potujejo med pristanišči, ali letali, ki potujejo med letališči. Ozemlja se razlikujejo po značilnostih (vlažno/suho, hladno/vroče, bogato/revno, kmetijsko/urbano), kar vpliva na sposobnost širjenja, to pa je možno izboljšati z razvojem novih lastnosti. Tako denimo prenos s komarji olajša širjenje v vročih okoljih, odpornost proti antibiotikom pa v bogatih.
Omejeno število pristanišč in letališč predstavlja pomemben način prenosa na nova ozemlja, a ko postane bolezen prehuda, jih ljudje zaprejo da bi ustavili širjenje pandemije. Ko začnejo ljudje množično umirati, se pozornost svetovnih vlad osredotoči na iskanje zdravila, napredek pri tem je prikazan kot odstotek na dnu igralnega polja. Igralec je sproti obveščen, kaj se dogaja v svetu, prek sporočil na vrhu zaslona.
Igra ima dva možna razpleta: igralec zmaga, če so na koncu mrtvi vsi ljudje, in izgubi, če ostane kdo živ in neokužen, ko zmanjka okuženih. Slednje se običajno zgodi, če ljudem uspe pravočasno razviti zdravilo, ali če se patogenu ni uspelo razširiti na kakšno ozemlje (največkrat otoška ozemlja, kot je Grenlandija ali Nova Zelandija, kamor je zelo težko prodreti, ko se zaprejo pristanišča in letališča).

## Razvoj
James Vaughan je dobil idejo o simulaciji pandemije od spletne igre Pandemic 2 iz leta 2008. Svojo igro je napisal v prostem času s pomočjo treh zunanjih sodelavcev, po oceni ga je prva različica stala 5000 USD. Ključni algoritem simulira t. i. osnovno reprodukcijsko število, pojem iz epidemiologije, o katerem se je poučil iz spletno dostopnih strokovnih člankov.
Po izidu je vzdrževal zanimanje kupcev z rednim izdajanjem razširitev, ki so dodale nove igralne načine in nove tipe bolezni, npr. virus, ki spreminja ljudi v zombije, in opičjo gripo iz filma Zora planeta opic po licenci studia 20th Century Fox.

## Odziv
Igra je kljub temu, da je avtor ni posebej oglaševal, hitro postala ena največjih prodajnih uspešnic leta 2012 na trgu iger za prenosne telefone. Junija 2012, ko je izšla ena od razširitev, se je uvrstila na vrh prodajne lestvice spletne trgovine App Store in do konca naslednjega leta zabeležila skupno več kot 15 milijonov prenosov. Kritiki so med drugim izpostavili izvirnost in zabavnost, po drugi strani pa ne vedno tekoče dogajanje. Na spletnem agregatorju recenzij Metacritic ima različica za iOS povprečno oceno kritikov 80 %.
Plague Inc. je bila nominirana za najboljšo strateško igro leta na igričarskem spletišču IGN. Pozornost je pritegnila tudi pri ameriškem Centru za nadzor in preprečevanje bolezni, kot nekonvencionalen način za ozaveščanje javnosti o problematiki nalezljivih bolezni.
Še skoraj deset let po izidu je opazno povečanje prodaje ob vsaki večji svetovni epidemiji, v tolikšni meri, da se avtor čuti primoranega opozarjati ljudi, da ne smejo jemati igre kot realističen model za napovedovanje razvoja epidemije. To se je med drugim zgodilo ob izbruhu pandemije koronavirusne bolezni 2019, ko je Plague Inc. znova postal najbolje prodajana igra za mobilne naprave v ZDA in na Kitajskem.